# Kurt Gödel
Kurt Gödel (wym. niem. [ˈkʊʁt ˈɡøːdəl], ur. 28 kwietnia 1906 w Brnie, zm. 14 stycznia 1978 w Princeton) – austriacko-amerykański naukowiec: matematyk, fizyk teoretyk i filozof, specjalizujący się w logice matematycznej i teorii mnogości, zajmujący się również teorią względności i filozofią matematyki. Laureat Nagrody Einsteina (1951) i amerykańskiego National Medal of Science (1974).
Osiągnięcia Gödla w podstawach matematyki zalicza się do największych w dziejach tej dziedziny. Należą do nich twierdzenia o niezupełności i niesprzeczności każdej aksjomatycznej teorii dedukcyjnej, która obejmuje arytmetykę liczb naturalnych. Gödel zajmował się również ogólną teorią względności – między innymi wyprowadził rozwiązania równań Einsteina dopuszczające cofanie się w czasie. W tamtym okresie uważano to za poważną wadę teorii. Einstein twierdził później, że wiedział o istnieniu takich rozwiązań od samego początku, ale ukrywał to, gdyż słusznie uważał, że inni fizycy nie zaakceptują teorii pozwalającej na podróże wstecz w czasie.
W latach 90. powstała międzynarodowa Nagroda Gödla przyznawana informatykom teoretycznym.

## Życiorys

### Pochodzenie i dzieciństwo
Ojcem Kurta Gödla był pochodzący z Wiednia Rudolf Gödel, zarządca i współwłaściciel firmy tekstylnej w Brnie. Matka, Marianne Handschuh, była od swego męża 14 lat młodsza, ale lepiej wykształcona (studiowała we Francji). Rudolf i Marianne Gödel mieli dwóch synów, wychowywanych na protestantów. Kurt był młodszym z nich. 
Kurt Gödel chorował na reumatyzm w wieku 6 lat. Choroba ta mogła pozostawić trwałe zmiany w sercu chorego; uczony był przez całe życie przekonany, że tak się właśnie stało, choć nie ma na to dowodów.

### Kariera naukowa
Szkołę w Brnie Gödel ukończył w roku 1923 wstępując na Uniwersytet Wiedeński. Tu doktoryzował się w roku 1929 u Hansa Hahna, matematyka austriackiego, jednego z twórców analizy funkcjonalnej (zob. twierdzenie Hahna-Banacha) i zarazem aktywnego członka Koła Wiedeńskiego propagującego pozytywizm logiczny. W swej pracy doktorskiej Gödel udowodnił twierdzenie o zupełności (pełności) rachunku predykatów pierwszego rzędu.
W roku 1931 opublikował pracę „Über formal unentscheidbare Sätze der Principia Mathematica und verwandter Systeme. I.”, w której sformułował twierdzenie o niezupełności. Praca ta została przyjęta jako praca habilitacyjna (zaakceptowaną przez Hansa Hahna) i od marca 1933 roku Gödel objął w Uniwersytecie Wiedeńskim stanowisko Privatdozent.
W roku 1934 Gödel przybył do Princeton z cyklem wykładów „O zdaniach nierozstrzygalnych w sformalizowanych teoriach matematycznych”. Wykłady spotkały się z uznaniem, lecz z nieznanych powodów Gödel doznał załamania nerwowego i powrócił do Europy w depresji, wymagającej kilkumiesięcznego leczenia psychiatrycznego w sanatorium.
Niezależnie od problemów zdrowotnych Gödel funkcjonował jako uczony, uzyskując w roku 1935 rezultaty w badaniach nad pewnikiem wyboru. Po zamordowaniu profesora Uniwersytetu Wiedeńskiego Moritza Schlicka (który zainteresował Gödla logiką) przez chorego psychicznie studenta Johanna Nelböcka, uczony doznał kolejnego załamania nerwowego.
Jesienią roku 1938 Gödel ożenił się z Adele Porkert, wyznania katolickiego, z którą pozostawał w związku już od 11 lat. Nie pobierali się, bowiem rodzice uczonego (szczególnie ojciec) byli temu związkowi przeciwni; Adele była rozwódką starszą od niego o sześć lat. Nie była to zresztą pierwsza partnerka Gödla, wzbudzająca sprzeciw rodziców: poprzednia była starsza od niego o lat 10.
Po ślubie Gödel ponownie wyjechał do Princeton, gdzie pracował w pierwszym semestrze roku akademickiego 1938–1939 w Institute for Advanced Study, po czym wrócił do Wiednia. Był niechętnie widziany na uniwersytecie; po Anschlussie władze hitlerowskie anulowały stanowisko Privatdozent i trzeba się było ubiegać o nowy typ stanowiska Dozentur neuer Ordnung; utrudniał to fakt, że Hans Hahn, nieżyjący już wprawdzie promotor Gödla, był pochodzenia żydowskiego. Ponadto Gödlowi groziło wcielenie do Wehrmachtu. Udało mu się zyskać zgodę władz hitlerowskich na ponowny wyjazd do USA w 1940 r. Z powodu toczącej się na zachodzie wojny, wykorzystując traktat o granicach i przyjaźni pomiędzy III Rzeszą a ZSRR, pojechał z żoną koleją transsyberyjską przez całą Rosję aż nad Pacyfik, skąd statkiem do Japonii i dalej do USA, gdzie Gödlowie osiedlili się na stałe. Całą resztę życia spędził jako profesor w instytucie naukowym Institute for Advanced Study w Princeton (nie prowadzącym zajęć dla studentów). Jego najbliższym przyjacielem w Princeton był Albert Einstein.
Gödel otrzymał nagrodę Einstein Award w roku 1951 oraz National Medal of Science w roku 1974. Był członkiem amerykańskiej National Academy of Sciences, członkiem Royal Society, członkiem Institute de France, członkiem Royal Academy of Arts i honorowym członkiem London Mathematical Society. Dwukrotnie odmówił przyjęcia członkostwa Wiedeńskiej Akademii Nauk. Odrzucił też wszelkie przyznane mu po wojnie odznaczenia austriackie.
Gödel po emigracji do USA starał się uzyskać obywatelstwo amerykańskie, które dostał w roku 1948, przy okazji odkrywając rzekomą lukę w amerykańskiej Konstytucji.

### Śmierć
Z wiekiem Gödel popadał w coraz większą paranoję, aż w końcu nabrał przekonania, że zostanie otruty. Nie chciał jeść, jeśli jego żona pierwsza nie spróbowała jego jedzenia. Kiedy zachorowała i musiała przebywać w szpitalu przez dłuższy czas, Gödel przestał jeść i zagłodził się na śmierć.

## Dorobek badawczy

### Twierdzenie o niezupełności
Gödel jest najbardziej znany z udowodnienia słynnego twierdzenia o niezupełności.
W roku 1931 opublikował pracę „Über formal unentscheidbare Sätze der Principia Mathematica und verwandter Systeme. I.”, w której wykazał, że w aksjomatycznej niesprzecznej teorii matematycznej, zawierającej pojęcie liczb naturalnych, da się sformułować takie zdanie, którego w ramach tej teorii nie da się ani udowodnić, ani obalić. Zakończyło to definitywnie wieloletnie próby zaksjomatyzowania całej matematyki, gdyż z twierdzenia Gödla wynika wprost, że jest to zadanie niewykonalne. Z twierdzenia tego wynika też, że matematyka nie jest i nie może być nauką zamkniętą i zakończoną, jak niektórzy do tego czasu sądzili.
W szczególności wynika z niego również, że żadnego komputera nie da się zaprogramować tak, by zdołał on rozstrzygnąć wszystkie problemy matematyczne i jest to stwierdzenie o kluczowym znaczeniu dla informatyki. Co więcej, istnieją takie konkretne problemy, których nie da się rozwiązać na żadnym komputerze.

### Ogólna teoria względności
W 1949 roku Gödel zaprezentował istnienie paradoksalnych rozwiązań równań pola grawitacyjnego OTW. Przedstawiały one model kosmologiczny, cechujący się m.in. następującymi właściwościami:
- czasoprzestrzeń tego modelu jest jednorodna (stacjonarna i jednorodna przestrzennie);
- model jest wypełniony nieoddziałującą materią pyłową;
- materia ta wykonuje rotację względem lokalnie inercjalnego układu odniesienia (który Gödel nazywa compass of inertia) ze stałą prędkością kątową;
- w czasoprzestrzeni istnieją zamknięte krzywe czasopodobne (reprezentujące historie obserwatorów lub cząstek o niezerowej masie spoczynkowej).

Rozwiązania wywołały wątpliwości co do poprawności OTW u samego Einsteina (gdyż dopuszczały możliwość podróży w czasie). Nazywane są metryką Gödla.

## Odniesienia w kulturze
Gödel pojawił się w krótkiej scenie w filmie Oppenheimer. Nie wypowiedział w tym filmie ani jednego słowa, jednak Albert Einstein opowiedział Oppenheimerowi, o obawach Gödla przed byciem otrutym.

## Literatura dodatkowa
- Stanisław Krajewski, Kurt Gödel i jego dzieło, Roczniki Polskiego Towarzystwa Matematycznego, seria II, Wiadomości Matematyczne, t. 23 (1981), s. 161–187.
- Stanisław Krajewski: Twierdzenie Gödla i jego interpretacje filozoficzne. Warszawa: Wydawnictwo Instytutu Filozofii i Socjologii PAN, 2003. ISBN 83-7388-017-8. Brak numerów stron w książce
- Roman Murawski, Matematyczna niezupełność arytmetyki, Roczniki Polskiego Towarzystwa Matematycznego, seria II, Wiadomości Matematyczne, t. 26 (1984), s. 47–58.